# Regis-Breitingen
Regis-Breitingen ist eine Landstadt im Landkreis Leipzig in Sachsen.

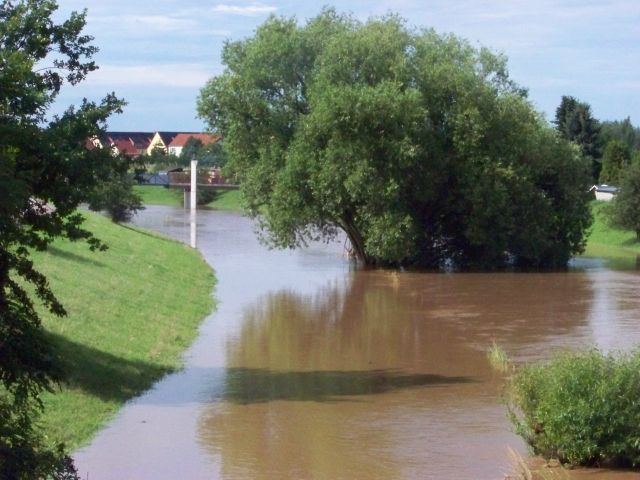
Pleiße in Regis-Breitingen bei Hochwasser

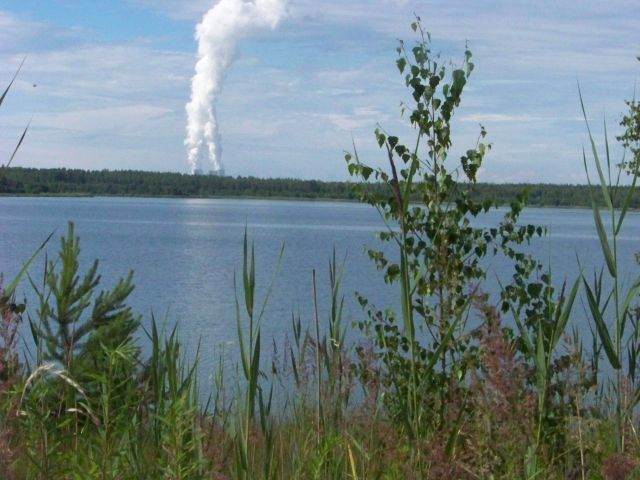
Haselbacher See, im Hintergrund das Kraftwerk Lippendorf

## Geographie
Die südwestlich von Leipzig gelegene Landstadt an der Grenze zu Thüringen liegt an der Pleiße.

### Geographische Lage
Regis-Breitingen liegt knapp 40 km südlich von Leipzig, die nächsten Kreisstädte sind Borna (8 km im Nordosten) und Altenburg (in Thüringen, 13 km im Süden). Durch das Gemeindegebiet fließt die Pleiße. Der Haselbacher See, das Speicherbecken Borna-Adria, die Haselbacher Teiche und der Kirchteich befinden sich im bzw. in der Nähe des Stadtgebietes.

### Stadtgliederung

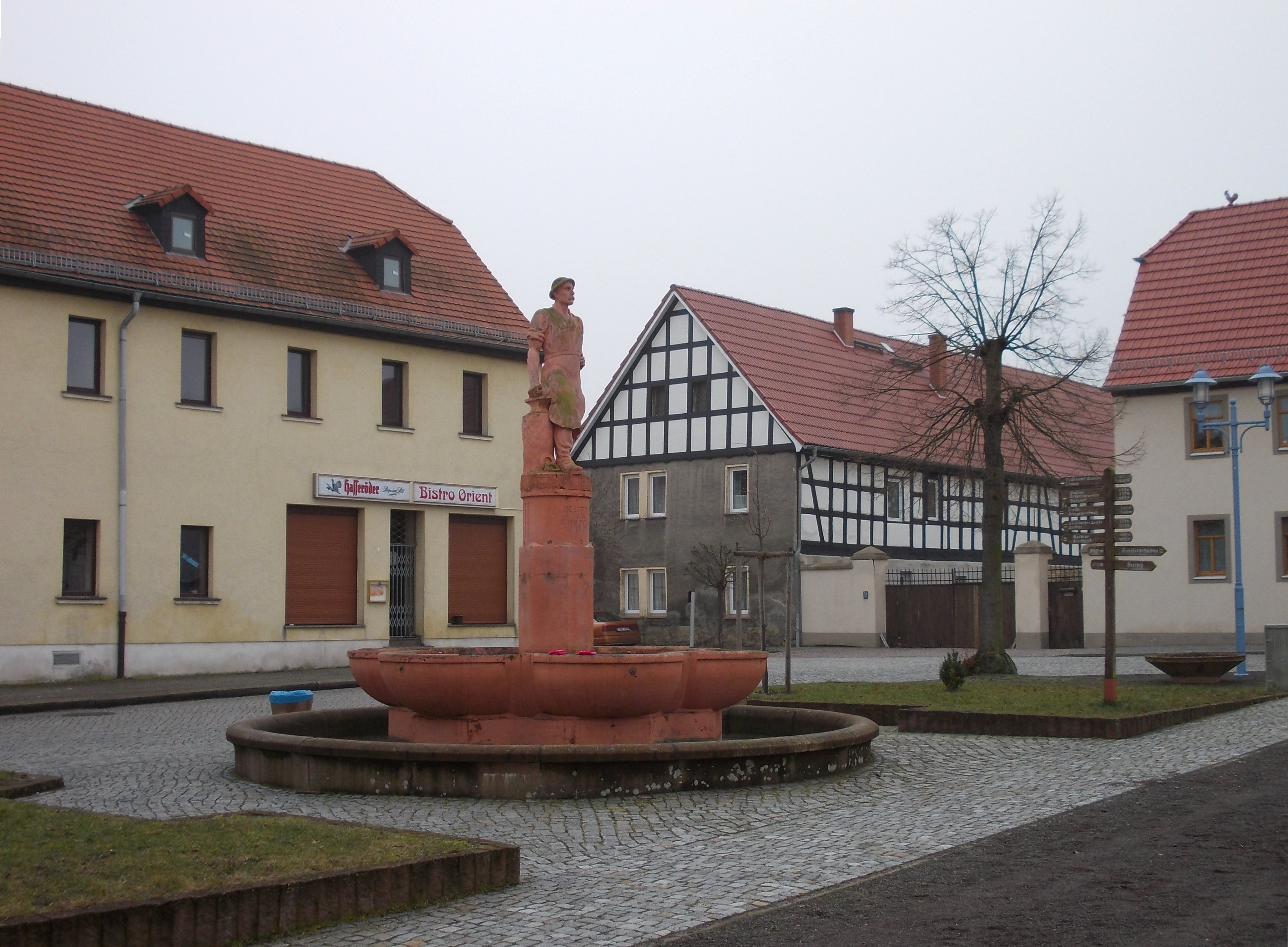
Markt in Regis mit Halbfaßbrunnen

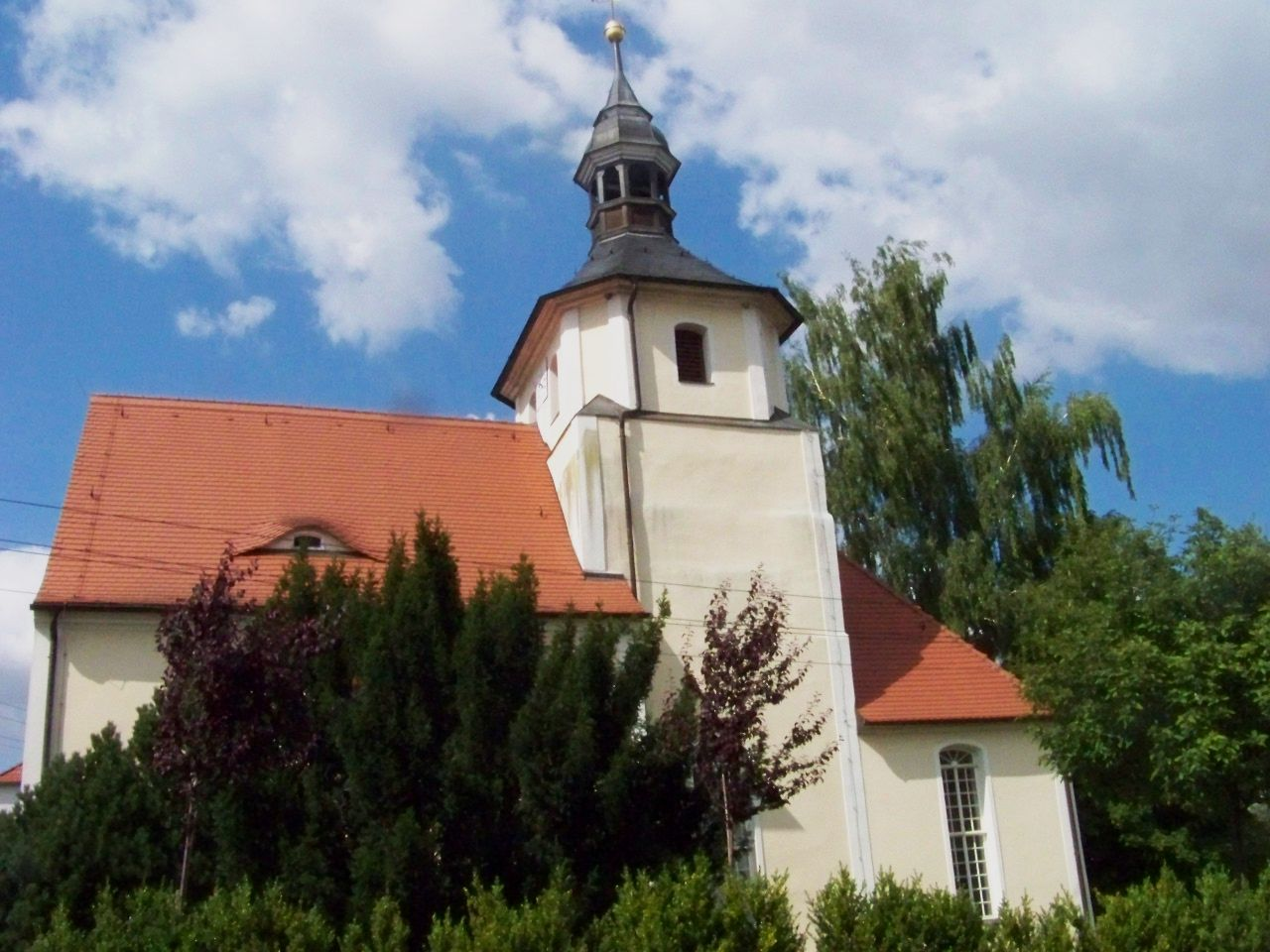
Kirche in Ramsdorf

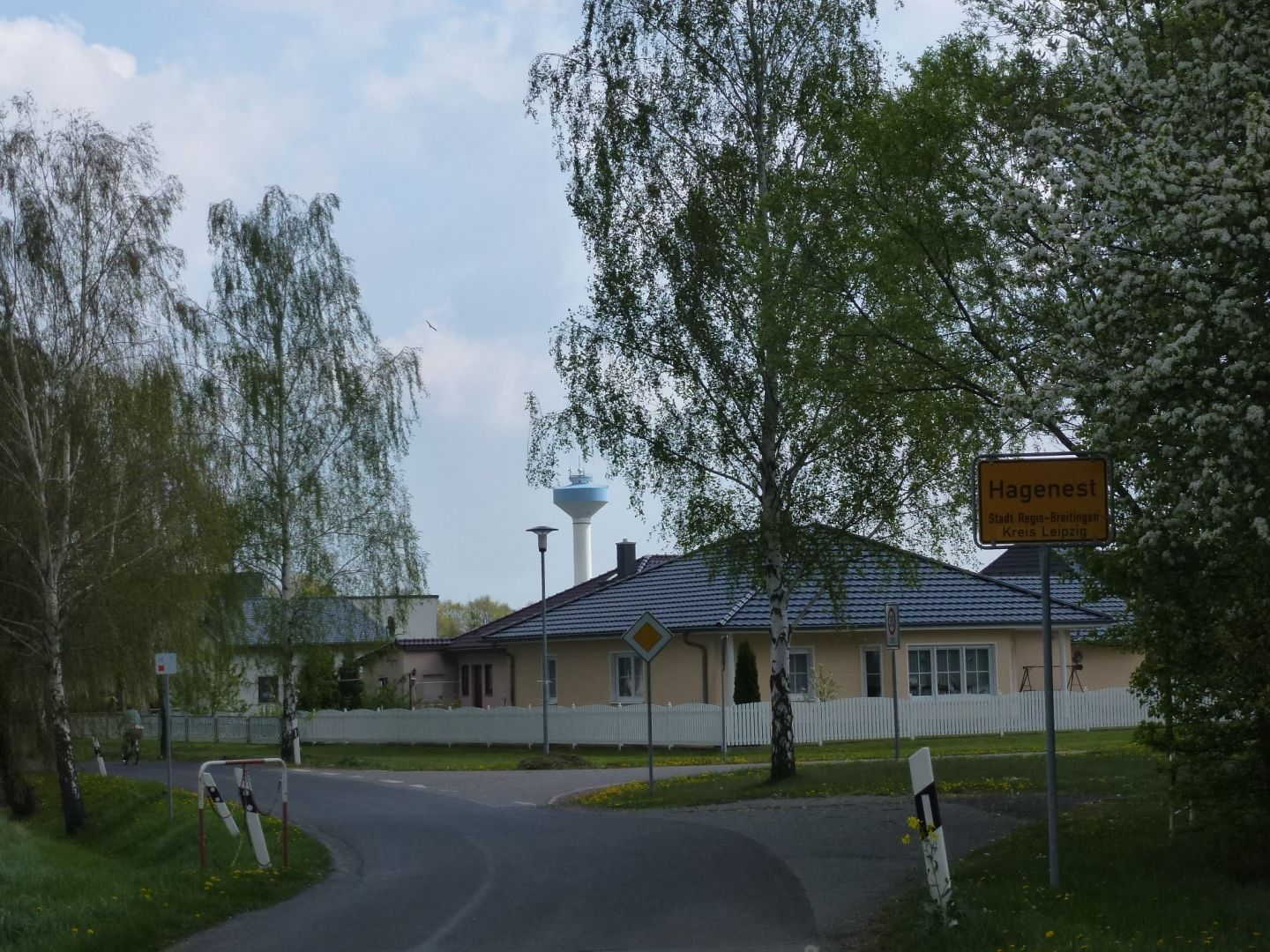
Hagenest, Wasserturm und Häuser ehemaliger Heuersdorfer

Die Stadt Regis-Breitingen gliedert sich in zwei (früher drei) Ortsteile:
- Stadt Regis-Breitingen mit den Gemarkungen Regis, Regis-Flur und Breitingen
- Ortsteil Ramsdorf mit Hagenest und Wildenhain
- Bis zur Devastierung durch den Tagebau Vereinigtes Schleenhain (1. März 2009) gehörte Heuersdorf (mit Großhermsdorf) als Ortsteil zu Regis-Breitingen

## Geschichte
Im Jahre 929 nannte Robert Wolfram in seiner Ergänzung zur Chronik der Stadt Borna die Burg Regis. Regis lag zu der Zeit im Gau Plisni. Um 1100 wurde Regis eine der „vornehmsten Städte im Gau Plisni“ neben Altenburg, Zwickau, Leisnig, Colditz u. a. genannt. 1186 trat ein „Albertus de Riguz“ – Albert von Regis – in einer Urkunde des Bischofs Berthold II. als Zeuge auf. Auch im Heimatbuch „Das Altenburger Land“ wird in diesem Jahr Regis erstmals als Riguz erwähnt. 1208 wurde das Pleißner Land vom Hofgericht Altenburg verwaltet. Es erfasste auch Regis, wo die Sorben die erwähnte Burg erbaut hatten. In der Bulle des Papstes Gregor IX. von 1228 wurde ein „castrum et oppidum Riguz“, also Burg und Ort Regis genannt. 1265 wurde ein Kaufvertrag zwischen dem Landgrafen von Thüringen und dem Bischof von Merseburg in campo Bredingin, dem Gut Breitingen, abgeschlossen. Dies gilt als Datum der Ersterwähnung von Breitingen.
Bei dem Abschluss des Waffenstillstandes nach der Schlacht bei Lucka im Jahre 1307 soll sich der römisch-deutsche König Albrecht von Habsburg angeblich auf der Burg Regis aufgehalten haben. 1355 wurde Breitingen an das Stift Naumburg-Zeitz verkauft. Das bischöfliche Amt Breitingen wurde erstmals 1369 erwähnt. Es umfasste den geringfügigen Besitz des Hochstifts im nördlichen Pleißenland. Dazu gehörten die drei Orte Regis, Breitingen und Blumroda. 1382 kam es zur Teilung der Gebiete der Markgrafschaft Meißen. Dadurch kamen Regis und Breitingen an das Osterland. 1404 kaufte der Naumburger Bischof für das Stift Wiesen in Regis, ebenso 1407 Wiesen, die einem Altenburger Priester gehörten. 1413 kaufte der Bischof auch Lehngüter und die Regiser Mühle. 1430 erwarb das Naumburger Stift schließlich die Hälfte des Dorfes Breitingen. Im Sächsischen Bruderkrieg wurden Regis und Breitingen 1450 von Bundesgenossen des Herzogs Wilhelm III. geplündert und niedergebrannt. Im Zuge der Einführung der Reformation kam das Amt Breitingen im Jahr 1536 zur Ephorie Zeitz. Seit 1542 sind Regis, Breitingen und Blumroda lutherisch. Nach dem Tod des letzten Naumburger Bischofs Julius von Pflug im Jahre 1564 ging das Hochstift mit seinen Ämtern an den albertinischen Kurfürsten August I. von Sachsen als Administrator über. 1564 wurde aus dem Stiftsbesitz um Zeitz das Amt Zeitz gebildet, dem in der Folgezeit auch das räumlich von diesem getrennte Amt Breitingen zugerechnet wurde. Obwohl der Name „Amt Breitingen“ weiterhin im Sprachgebrauch blieb, taucht es als Rittergutsbezirk mit zugehörigen Orten in der Auflistung des Amts Zeitz auf.
Regis und Breitingen wurden zwischen 1585 und 1643 sechsmal von der Pest heimgesucht. Im Dreißigjährigen Krieg wurden die Orte mehrfach geplündert. Zwischen 1656/57 und 1718 gehörten Regis und Breitingen als Teil des Amts Zeitz zum wettinischen Sekundogenitur-Fürstentum Sachsen-Zeitz. Im Jahr 1676 besetzten brandenburgische Truppen die Orte. 1688 tobt in Regis der so genannte Bierkrieg. Während des Siebenjährigen Kriegs wurden 1755 die Orte von preußischen Truppen besetzt und 1761 wird Regis in Brand gesteckt. Schon 1806 lagern wiederum Truppen in der Stadt diesmal französische Einheiten. Im Jahr 1810 wurde nachweislich erstmals in der Gegend Braunkohle abgebaut, was über Jahrhunderte die Stadt beeinflussen wird. Im Jahr 1815 wurde durch den Wiener Kongress das Amt Zeitz an Preußen abgetreten. Das bisherige Amt Breitingen wurde zwar aufgelöst, bleibt aber beim Königreich Sachsen. Regis, Breitingen und Blumroda kamen wie die Zeitzer Exklaven Nehmitz, Hagenest und Wildenhain zum Amt Borna. Am 19. Dezember 1855 wurde die Patrimonialgerichtsbarkeit des Ritterguts Breitingen über Regis, Breitingen und Blumroda aufgelöst. Die Gerichtsbarkeit übernahm das Königliche Landgericht Borna. Seit 1875 gehörten Regis und Breitingen zur Amtshauptmannschaft Borna.
Im Jahr 1906 wurde die Brikettfabrik Regis gebaut. Sie war bis 1993 in Betrieb. Im Jahr 1920 schlossen sich Regis und Breitingen zur neuen Stadt Regis-Breitingen zusammen. Seit 1909 eröffneten zahlreiche Tagebaue rund um den Ort. Im Osten waren dies die Tagebaue Neukirchen und Kraft I. Nördlich von Regis-Breitingen entstanden zwischen 1909 und 1954 die Tagebaue Regis I-IV und Blumroda. Nebenan verschlang das Südfeld des Tagebaus Borna-West zwischen 1939 und 1970 die Landschaft, darunter auch den Ort Blumroda. 1930 wurden die ersten Teile von Regis überbaggert. 1941 gab es Pläne, die Ortslage Regis zu überbaggern und „Neu-Regis“ zwischen Regis-Nord und Deutzen anzusiedeln, was jedoch 1944 verworfen wurde. 1955 begann der Aufschluss des Tagebaus Haselbach westlich von Breitingen, welcher bis 1977 in Betrieb war. Dieser überbaggerte 1960 einen Teil der Breitinger Flur Richtung Kammerforst.
Am 10. Februar 1976 ereignete sich gegen 13.42 Uhr in der Zentralwerkstatt Regis-Breitingen des VEB Instandsetzungskombinat Kohle eine Acetylen-Explosion ohne Folgebrand. Dabei starben drei Mitarbeiter, 12 weitere wurden schwer verletzt. Die Reparaturhalle II „E-Lok-Bau und Bahnmotorenaufbereitung“ wurde stark beschädigt. Ursache war ein unkontrollierter Gasaustritt aus einer durch Wartungsarbeiten beschädigten Acetylen-Leitung, die durch die Reparaturhalle verlief. Der VEB Zentralwerkstatt Regis war ab 1980 Stammbetrieb des VE Kombinat Anlagenbau Braunkohle Regis.
Im Jahr 1980 wurde der Gemeindeverband Regis-Breitingen gegründet.
Bis zum 1. Juli 2014 war die Stadt Verwaltungssitz der gleichnamigen Verwaltungsgemeinschaft.

### Eingemeindungen
| Ehemalige Gemeinde | Datum                                          | Anmerkung |
| ------------------ | ---------------------------------------------- | --- |
| Breitingen         | 1. Oktober 1920                                | Zusammenschluss mit Regis zu Regis-Breitingen                                                                                     |
| Großhermsdorf      | 1. April 1935                                  | Eingemeindung nach Heuersdorf |
| Hagenest           | 1. August 1973                                 | Eingemeindung nach Ramsdorf |
| Heuersdorf         | 1. Januar 1999 1. Oktober 2000 1. Oktober 2004 | Eingemeindung nach Regis-Breitingen Rückgängigmachung der Eingemeindung nach Regis-Breitingen Eingemeindung nach Regis-Breitingen |
| Regis              | 1. Oktober 1920                                | Zusammenschluss mit Breitingen zu Regis-Breitingen                                                                                |
| Ramsdorf           | 1. Januar 1999                                 | |
| Wildenhain         | 1. Oktober 1948                                | Eingemeindung nach Hagenest |

## Politik

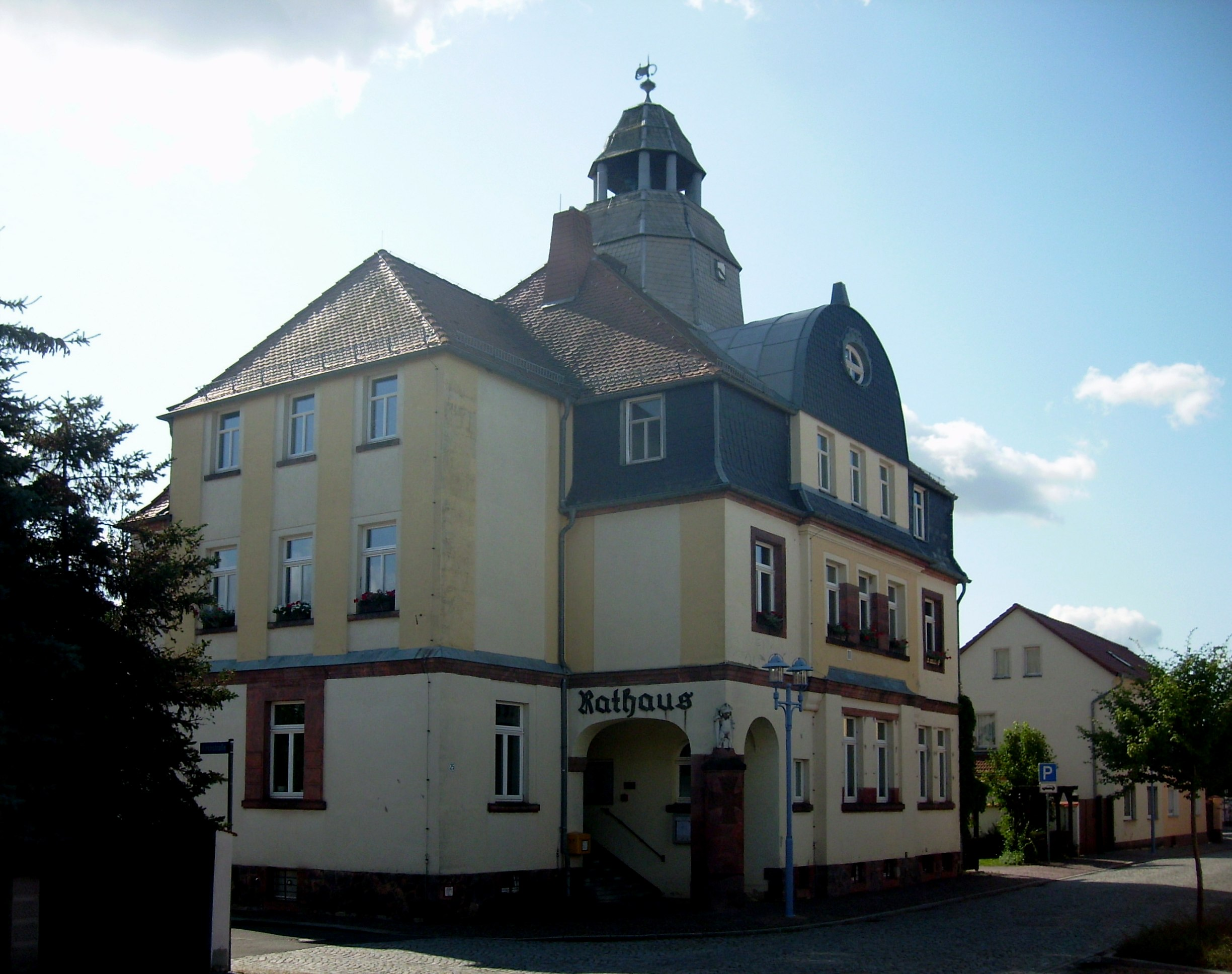
Rathaus Regis-Breitingen

2023 fand in Regis-Breitingen ein Bürgerentscheid mit der Fragestellung „Soll die Stadt Regis-Breitingen ihre Schulträgerschaft für die Oberschule Regis-Breitingen an die Gemeinde Neukieritzsch zugunsten eines dreizügigen Schulneubaus im Ortsteil Deutzen aufgeben?“ statt. Der Entscheidungsvorschlag erhielt keine Mehrheit und scheiterte auch am Quorum.

### Stadtrat
Seit der Stadtratswahl am 9. Juni 2024 verteilen sich die 16 Sitze des Stadtrates folgendermaßen auf die einzelnen Gruppierungen:
- Freie Wähler Regis-Breitingen: 4 Sitze
- CDU: 4 Sitze
- AfD: 3 Sitze
- Wählervereinigung Hagenest, Ramsdorf, Wildenhain (WV HRW): 2 Sitze
- Siedler Verein: 1 Sitz
- SPD: 1 Sitz

| Stadtrat ab 2024Insgesamt 15 Sitze - SPD: 1 - SV: 1 - HRW: 2 - FWRB: 4 - CDU: 4 - AfD: 3 Ein Sitz der AfD bleibt unbesetzt; der Stadtrat verkleinert sich entsprechend. | Liste                                            | 2024   | 2024   | 2019   | 2019   | 2014   | 2014   |
| Stadtrat ab 2024Insgesamt 15 Sitze - SPD: 1 - SV: 1 - HRW: 2 - FWRB: 4 - CDU: 4 - AfD: 3 Ein Sitz der AfD bleibt unbesetzt; der Stadtrat verkleinert sich entsprechend. | Liste                                            | Sitze  | in %   | Sitze  | in %   | Sitze  | in %   |
| Stadtrat ab 2024Insgesamt 15 Sitze - SPD: 1 - SV: 1 - HRW: 2 - FWRB: 4 - CDU: 4 - AfD: 3 Ein Sitz der AfD bleibt unbesetzt; der Stadtrat verkleinert sich entsprechend. | AfD                                              | 3      | 26,8   | –      | –      | –      | –      |
| Stadtrat ab 2024Insgesamt 15 Sitze - SPD: 1 - SV: 1 - HRW: 2 - FWRB: 4 - CDU: 4 - AfD: 3 Ein Sitz der AfD bleibt unbesetzt; der Stadtrat verkleinert sich entsprechend. | CDU                                              | 4      | 25,1   | 2      | 13,5   | 3      | 18,4   |
| Stadtrat ab 2024Insgesamt 15 Sitze - SPD: 1 - SV: 1 - HRW: 2 - FWRB: 4 - CDU: 4 - AfD: 3 Ein Sitz der AfD bleibt unbesetzt; der Stadtrat verkleinert sich entsprechend. | Freie Wähler Regis-Breitingen                    | 4      | 21,5   | 3      | 19,0   | –      | –      |
| Stadtrat ab 2024Insgesamt 15 Sitze - SPD: 1 - SV: 1 - HRW: 2 - FWRB: 4 - CDU: 4 - AfD: 3 Ein Sitz der AfD bleibt unbesetzt; der Stadtrat verkleinert sich entsprechend. | Wählervereinigung Hagenest, Ramsdorf, Wildenhain | 2      | 12,4   | 3      | 18,4   | 3      | 21,3   |
| Stadtrat ab 2024Insgesamt 15 Sitze - SPD: 1 - SV: 1 - HRW: 2 - FWRB: 4 - CDU: 4 - AfD: 3 Ein Sitz der AfD bleibt unbesetzt; der Stadtrat verkleinert sich entsprechend. | SPD                                              | 1      | 7,1    | 2      | 10,7   | 3      | 17,4   |
| Stadtrat ab 2024Insgesamt 15 Sitze - SPD: 1 - SV: 1 - HRW: 2 - FWRB: 4 - CDU: 4 - AfD: 3 Ein Sitz der AfD bleibt unbesetzt; der Stadtrat verkleinert sich entsprechend. | Siedler Verein                                   | 1      | 4,1    | 2      | 11,1   | –      | –      |
| Stadtrat ab 2024Insgesamt 15 Sitze - SPD: 1 - SV: 1 - HRW: 2 - FWRB: 4 - CDU: 4 - AfD: 3 Ein Sitz der AfD bleibt unbesetzt; der Stadtrat verkleinert sich entsprechend. | Grüne                                            | –      | 1,8    | –      | 2,5    | –      | –      |
| Stadtrat ab 2024Insgesamt 15 Sitze - SPD: 1 - SV: 1 - HRW: 2 - FWRB: 4 - CDU: 4 - AfD: 3 Ein Sitz der AfD bleibt unbesetzt; der Stadtrat verkleinert sich entsprechend. | FDP                                              | –      | 1,2    | 3      | 16,3   | 4      | 25,7   |
| Stadtrat ab 2024Insgesamt 15 Sitze - SPD: 1 - SV: 1 - HRW: 2 - FWRB: 4 - CDU: 4 - AfD: 3 Ein Sitz der AfD bleibt unbesetzt; der Stadtrat verkleinert sich entsprechend. | Linke                                            | –      | –      | 1      | 8,5    | 3      | 17,3   |
| Stadtrat ab 2024Insgesamt 15 Sitze - SPD: 1 - SV: 1 - HRW: 2 - FWRB: 4 - CDU: 4 - AfD: 3 Ein Sitz der AfD bleibt unbesetzt; der Stadtrat verkleinert sich entsprechend. | Wahlbeteiligung                                  | 68,6 % | 68,6 % | 58,2 % | 58,2 % | 48,1 % | 48,1 % |

### Bürgermeister
- 1833–1849 Johann Gottfried Teich
- 1849–1855 Gottfried Reichenbach
- 1855–1860 Friedrich Wilhelm Bernstein
- 1860–1868 Wilhelm Roland
- 1869–1906 Franz Louis Winter
- 1906–1912 Otto Friedrich Rüger
- 1912–1932 Gustav Arno Vogel
- 1932–1938 Kurt Kühnert
- 1938–1945 Kurt Spranger
- 1945 in Regis Kurt Kühnert, in Breitingen Paul Heckert
- 1945–1947 Carl Borchert
- 1990–1994 Werner Frommhold (DBD/CDU)
- 1994–2004 Reinhard Mäder (SPD)
- 2004–2013 Thomas Kratzsch (CDU)
- 2013–2020 Wolfram Lenk (Die LINKE)
- seit 2020 Jörg Zetzsche (Freie Wähler)

Die Aufzählung listet bis zur Zusammenlegung mit Breitingen 1920 die Bürgermeister von Regis.
| Wahl | Bürgermeister   | Vorschlag           | Wahlergebnis (in %) |
| ---- | --------------- | ------------------- | ------------------- |
| 2020 | Jörg Zetzsche   | FW Regis-Breitingen | 54,4                |
| 2013 | Wolfram Lenk    | Linke               | 58,5                |
| 2006 | Thomas Kratzsch | CDU                 | 59,0                |
| 2001 | Reinhard Mäder  | SPD                 | 57,7                |

### Städtepartnerschaften
- Spaichingen (Baden-Württemberg)

## Kultur und Sehenswürdigkeiten

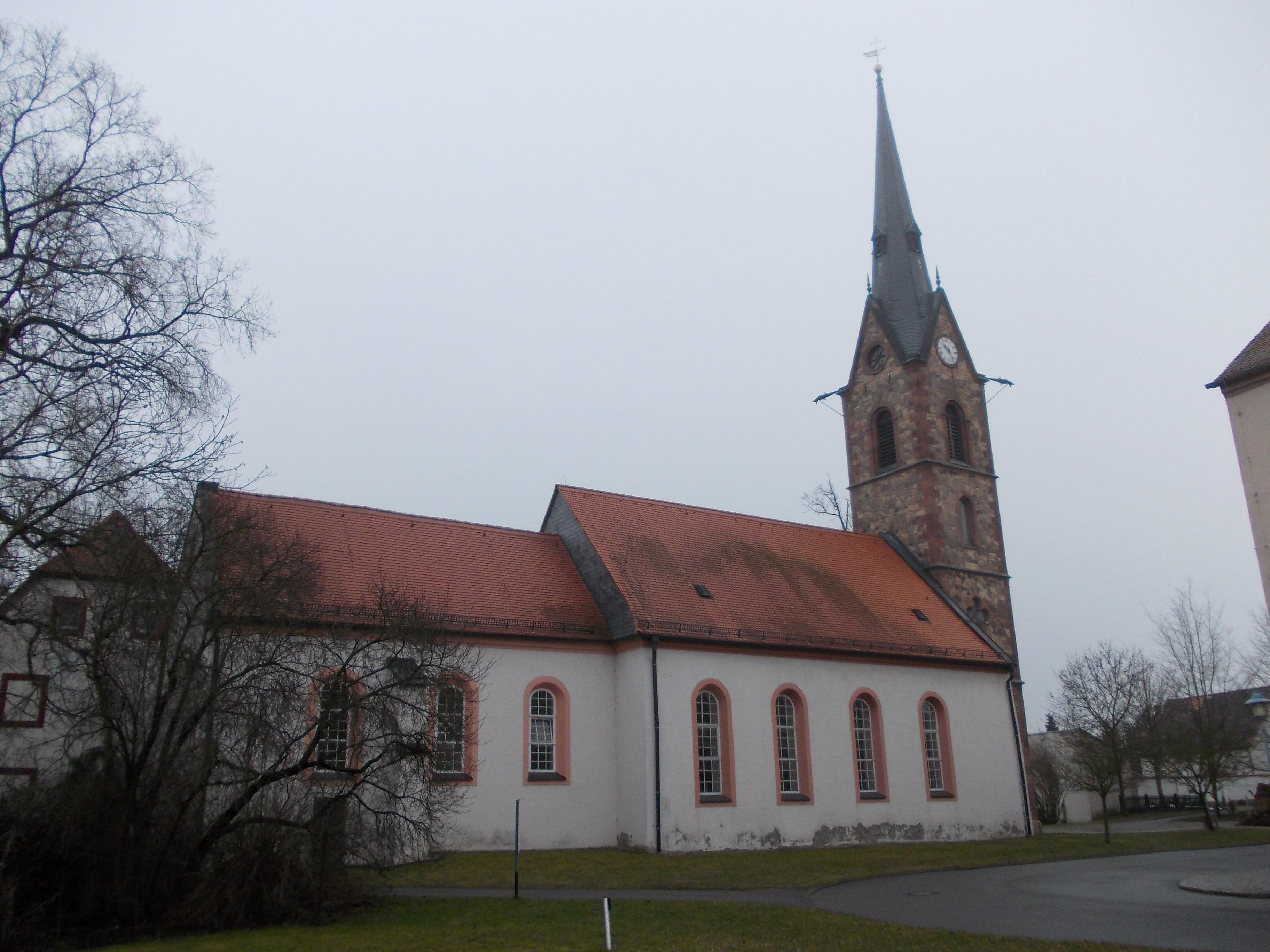
Kirche in Regis

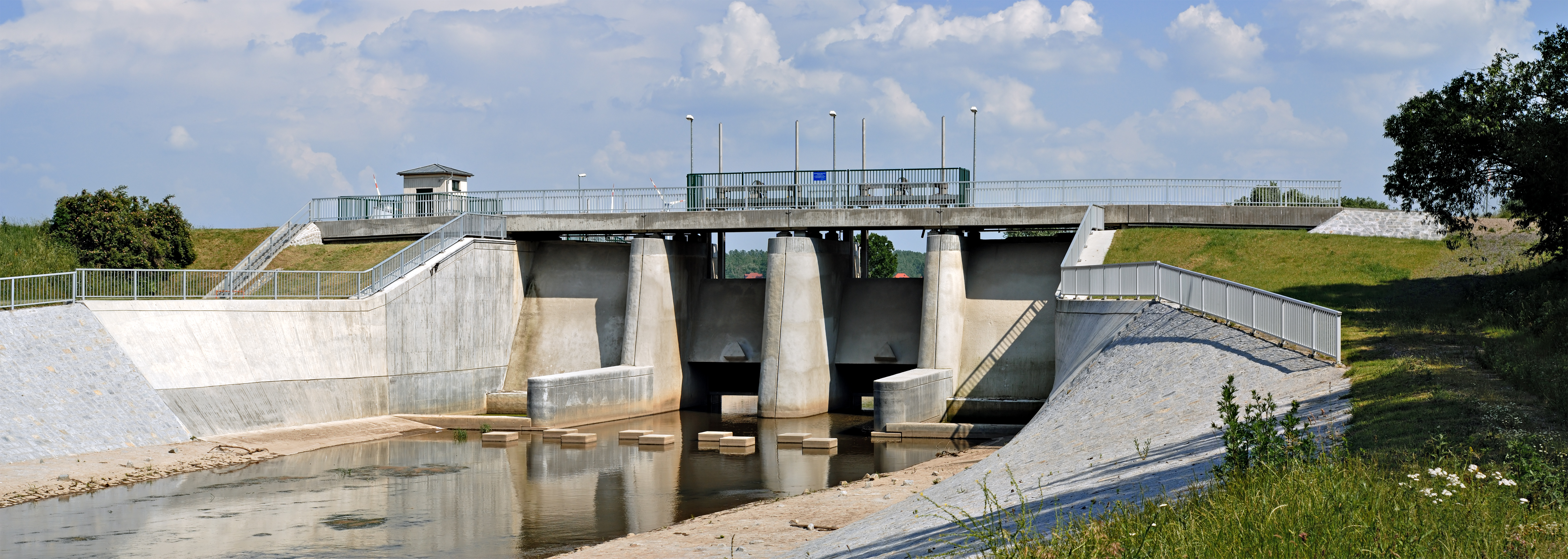
Wehr des Hochwasserrückhaltebeckens Regis-Serbitz

- Hochwasserrückhaltebecken Regis-Serbitz
- Halbfaß-Brunnen[20]
- Stadtkirche St. Georg in Regis
- Bahnstrecke Regis-Breitingen–Meuselwitz (Museumsbahn)
- Haselbacher See
- Haselbacher Teiche
- Pleiße-Radweg

### Naturschutz
- Siehe auch: Liste der Naturdenkmale in Regis-Breitingen

## Wirtschaft und Infrastruktur

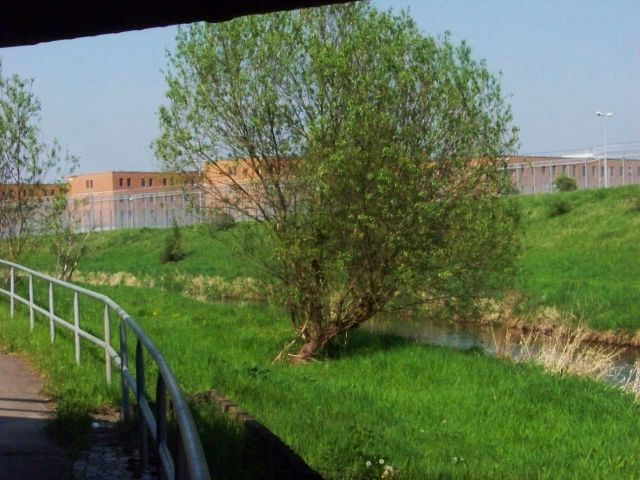
Jugendstrafvollzugsanstalt

### Verkehr
Regis-Breitingen liegt an der am 19. September 1842 eröffneten Bahnstrecke Leipzig–Hof der Sächsisch-Bayerischen Eisenbahn. Seit 1960 wird der Abschnitt Leipzig–Altenburg elektrisch betrieben. Der Bahnhof Regis-Breitingen wird stündlich von der Linie S5 Halle–Leipzig–Zwickau der S-Bahn Mitteldeutschland bedient.

### Öffentliche Einrichtungen
Nördlich der Stadt befindet sich die Jugendstrafvollzugsanstalt Regis-Breitingen.

## Persönlichkeiten

### Söhne und Töchter der Stadt
- Armin Hase (1873–nach 1930), Heimatdichter des Erzgebirges, in Großhermsdorf geboren
- Joachim Göschel (1931–2022), Sprachwissenschaftler
- Christoph Hülsenberg (1941–2012), Gebrauchsgrafiker
- Ulla Heise (* 1946), Autorin, Publizistin und Lektorin
- Wolf-Peter Hannig (* 1956), Lehrer und Politiker, Abgeordneter in der letzten Volkskammer der DDR

### Persönlichkeiten mit Verbindung zur Stadt
- Albertus von Riguz (12. Jahrhundert), ersterwähnter Ahnherr des Geschlechts Rex, wohl Herr der Burg Regis
- Karl Poser (1870–1916), Architekt, schuf das Neue Rathaus in Regis-Breitingen
- Franz Lau (1907–1973), Theologe, Professor und Leiter der Evangelisch-Lutherischen Landeskirche Sachsens, war Pfarrvikar in Regis-Breitingen
- Christine Spielberg (* 1941), Diplomsportlehrerin und Leichtathletin, stellte 1968 in Regis-Breitingen einen neuen Weltrekord im Diskuswurf auf